# Intercalat 2 de 5

Exemple d'intercalat 2 de 5; tingueu en compte el codi d'inici nnnn que precedeix el parell 12 (barres entrellaçades WnnnW i espais nWnnW) i el codi de parada Wnn després del parell 95 (barres nWnWn i espais WnWnn).

Interleaved 2 of 5 (ITF) és una simbologia de codi de barres contínua de dues amplades que codifica els dígits. S'utilitza comercialment en pel·lícules 135, per a codis de barres ITF-14 i en cartrons d'alguns productes, mentre que els productes a l'interior estan etiquetats amb UPC o EAN. ITF va ser creat per David Allais, que també va inventar els codis de barres Codi 39, Codi 11, Codi 93 i Codi 49.

## Esquema de codificació

Dígits 01 23 45 67 89 codificats en ITF:
- a = zones tranquil·les
- ST = codi d'inici nnnn
- 0 = nnWWn (barres)
- 1 = WnnnW (espais)
- 2 = nWnnW (barres)
- 3 = WWnnn (espais)
- 4 = nnWnW (barres)
- 5 = WnWnn (espais)
- 6 = nWWnn (barres)
- 7 = nnnWW (espais)
- 8 = WnnWn (barres)
- 9 = nWnWn (espais)
- SP = codi de parada Wnn

ITF codifica parells de dígits; el primer dígit està codificat en les cinc barres (o línies negres), mentre que el segon dígit està codificat en els cinc espais (o línies blanques) entrellaçats amb elles. Dos de cada cinc barres o espais són amples, donant el nom "2 de 5", i cada parell té una amplada consistent. Les línies amples formen un codi de dos de cinc amb valors consecutius d'1, 2, 4, 7 i 0, on el codi 0 s'assigna al valor d'11. Això és similar al codi de barres POSTNET.
Els dígits es codifiquen en símbols de la següent manera:
| Digit | Amplada | Amplada | Amplada | Amplada | Amplada | Amplada | Amplada |   | Mot binari | Mot binari | Mot binari | Mot binari | Mot binari |
| ----- | ------- | ------- | ------- | ------- | ------- | ------- | ------- | - | ---------- | ---------- | ---------- | ---------- | ---------- |
| 0     | n       | n       | W       | W       | W       | W       | n       | 0 | 0          | 1          | 1          | 0          |            |
| 1     | W       | W       | n       | n       | n       | W       | W       | 1 | 0          | 0          | 0          | 1          |            |
| 2     | n       | W       | W       | n       | n       | W       | W       | 0 | 1          | 0          | 0          | 1          |            |
| 3     | W       | W       | W       | W       | n       | n       | n       | 1 | 1          | 0          | 0          | 0          |            |
| 4     | n       | n       | W       | W       | n       | W       | W       | 0 | 0          | 1          | 0          | 1          |            |
| 5     | W       | W       | n       | W       | W       | n       | n       | 1 | 0          | 1          | 0          | 0          |            |
| 6     | n       | W       | W       | W       | W       | n       | n       | 0 | 1          | 1          | 0          | 0          |            |
| 7     | n       | n       | n       | W       | W       | W       | W       | 0 | 0          | 0          | 1          | 1          |            |
| 8     | W       | W       | n       | n       | W       | W       | n       | 1 | 0          | 0          | 1          | 0          |            |
| 9     | n       | W       | W       | n       | W       | W       | n       | 0 | 1          | 0          | 1          | 0          |            |
| Pes:  | Pes:    | Pes:    | Pes:    | Pes:    | Pes:    | Pes:    | Pes:    | 1 | 2          | 4          | 7          | 0          |            |

Com que els dígits es codifiquen per parells, només es pot codificar un nombre parell de dígits. Normalment, un nombre senar de dígits es codifica afegint un "0" com a primer dígit, però de vegades un nombre senar de dígits es codifica utilitzant cinc espais estrets a l'últim dígit.

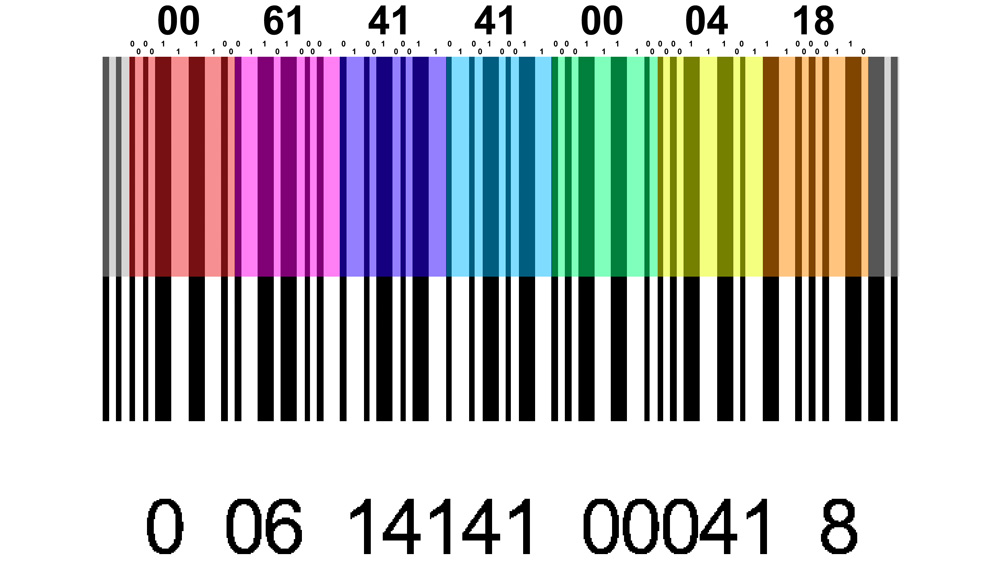
Descodificació intercalada 2 de 5. Cada parell de dígits està codificat per colors, mostrant el codi i el valor de cada dígit.

Es pot afegir una suma de comprovació com a darrer dígit, que es calcula de la mateixa manera que les sumes de comprovació UPC.

## Format
Abans dels parells reals hi ha un codi d'inici format per nnnn (barra estreta – espai estret – barra estreta – espai estret), i després de tots els símbols hi ha el codi de parada que consisteix en Wnn (barra ampla – espai estret – barra estreta).
Hi ha restriccions específiques sobre l'alçada i l'amplada de les barres i l'amplada de les "zones tranquil·les", les zones en blanc abans de l'inici i després del símbol de parada; alguns dels estàndards que proporcionen requisits per a ITF (específicament ITF-14) inclouen ISO / IEC 16390 i Especificacions generals GS1. :§5.3.2

Un codi de barres ITF-14. La vora rectangular gruixuda és la barra del portador.

## Aplicacions
L'ITF s'utilitza sovint per marcar números d'identificació de productes o altres codis, de diverses longituds, en cartró d'articles i caixes de diverses unitats. Un exemple específic d'això, estandarditzat per GS1, és el codi de barres ITF-14 que s'utilitza per marcar paquets amb números d'article comercial global. En aquests usos, el símbol del codi de barres ITF s'imprimeix normalment envoltat d'una vora rectangular negra gruixuda anomenada Bearer Bar. El Bearer Bar envolta tot el símbol i les zones tranquil·les, tocant els extrems de les barres. El propòsit d'una barra portadora és igualar la pressió exercida per la placa d'impressió sobre tota la superfície del símbol i millorar la fiabilitat de la lectura ajudant a reduir la probabilitat que es produeixin males lectures quan el codi de barres s'escaneja amb un angle massa gran, de manera que el feix d'escaneig travessi la vora superior i/o inferior del codi de barres en lloc d'escanejar per totes les barres, entrant per la barra més esquerra i sortint per la barra més dreta (o viceversa per a una exploració inversa). Aquest "escaneig curt" que no s'estén a través de totes les barres, òbviament, no pot donar lloc a una lectura correcta del codi de barres complet, però per la naturalesa del codi entrellaçat 2 de 5, és possible una exploració curta que comenci en la meitat del codi de barres per començar amb un patró que correspongui al patró d'inici requerit, o per a un escaneig breu que acabi al mig del codi de barres per acabar amb un patró que correspon al patró de parada requerit. D'aquesta manera, l'exploració curta, tot i que incorrecta, pot semblar una exploració completa correcta. La barra portadora evita aquest error, ja que un escaneig breu passarà per la barra portadora mentre passa per la vora superior o inferior del codi de barres. Com que la barra de suport és molt més àmplia que qualsevol barra negra legítima, s'assegurarà que l'exploració curta no sembla que comenci amb el patró d'inici correcte i acabi amb el patró final correcte, forçant una exploració no vàlida. El codi de barres es pot tornar a escanejar, automàticament o manualment.
A la pel·lícula 135 (35 mm), entrellaçat 2 de 5 s'utilitza per identificar el fabricant, el tipus de pel·lícula, el nombre d'exposicions i la informació de propietat mitjançant 6 dígits. El codi de barres es troba entre el codi de detecció automàtica de la càmera DX platejat i negre de lectura elèctrica i la pel·lícula pot sortir del llavi. Moltes màquines de processament de pel·lícules l'escanegen òpticament quan s'insereix el cartutx per al desenvolupament.
Identcode i Leitcode són variants de 2 de 5 intercalats amb dígits de verificació utilitzats per Deutsche Post.